# العسران
العسران مركز إداري تابع لمحافظة سراة عبيدة الواقع في منطقة عسير في جنوب غرب المملكة العربية السعودية. يبلغ عدد السكان لمركز العسران 9000 نسمة.

## انظر ايضاً

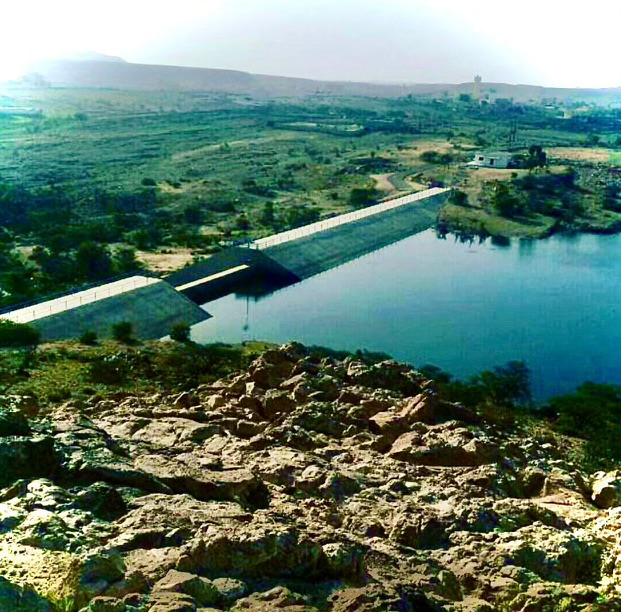
صورة قديمة لسد العسران

- أبها

## وصلات خارجية
- سراة عبيدة.. آثارها شاهدة على عمق حضارتها.